# Rudolf Hauck
Rudolf Hauck (* 20. April 1924 in Schweinfurt; † 17. Oktober 2003 in Berlin) war ein deutscher Gewerkschafter und Politiker (SPD).

## Leben und Beruf
Hauck, der evangelischen Glaubens war, wurde als Sohn eines Arbeiters geboren. Nach dem Volksschulabschluss 1938 begann er eine Ausbildung zum Industriekaufmann, die er 1941 mit der Gehilfenprüfung beendete. Anschließend wurde er als Reichsangestellter bei der Luftwaffe dienstverpflichtet und während des Zweiten Weltkrieges in einer Fliegerhorstkommandantur eingesetzt.
Hauck wurde 1946 hauptamtlicher Geschäftsführer des Kreisjugendringes Schweinfurt-Stadt. Er besuchte seit 1949 das Seminar für Sozialberufe in Karlsruhe, wechselte 1951 in gleicher Funktion nach Mannheim und absolvierte eine Ausbildung zum Jugendwohlfahrtspfleger, die er 1951 mit dem Staatsexamen als staatlich anerkannter Sozialarbeiter abschloss. Seit 1952 arbeitete er als Kreisjugendpfleger in Helmstedt. Von 1956 bis 1965 war er Leiter des Helmstedter Kreisjugendamtes. Daneben engagierte er sich ehrenamtlich in mehreren Bereichen des Sozialwesens sowie in der Jugend-, Sport-, Kultur- und Erwachsenenbildungsarbeit. Als Gewerkschaftsmitglied übernahm er verschiedene Funktionen in der ÖTV und im DGB. Seit 1954 fungierte er als Personalratsvorsitzender der Kreisverwaltung Helmstedt. Außerdem war er Präsident des Rad- und Kraftfahrerbundes Solidarität sowie Ehrenpräsident des Deutschen Familienverbandes.

## Partei
Hauck trat 1946 in die SPD ein, wurde zum Vorsitzenden des SPD-Kreisverbandes Helmstedt gewählt und war von 1964 bis 1983 Vorsitzender des SPD-Unterbezirkes Helmstedt. Seit 1974 war er Vorsitzender des SPD-Bezirksverbandes Braunschweig, dessen Leitung er 1989 an Gerhard Glogowski übergab. Darüber hinaus gehörte er dem Landesvorstand der SPD Niedersachsen an und war Mitglied des Parteirates der Sozialdemokraten.

## Abgeordneter
Hauck war von 1956 bis 1968 Ratsmitglied der Stadt Helmstedt. Dem Deutschen Bundestag gehörte er von 1965 bis 1987 an. Von 1969 bis 1983 vertrat er im Parlament den Wahlkreis Helmstedt – Wolfsburg. In den übrigen Wahlperioden war er über die Landesliste Niedersachsen in den Bundestag eingezogen. Von 1969 bis zum 27. Oktober 1982 war er Vorsitzender, danach stellvertretender Vorsitzender des Bundestagsausschusses für Jugend, Familie und Gesundheit.